# اینکریدیپد
اینکریدیپد (به انگلیسی: Incredipede) بازی ای است با ژانر بازی‌های فیزیکی ویدئویی که در ۲۵ اکتبر ۲۰۱۵ به بازار عرضه شد.